# Mad City
Mad City es una película estadounidense de 1997, del género drama, dirigida por Costa Gavras. Protagonizada por John Travolta, Dustin Hoffman, Mia Kirshner, Alan Alda, Blythe Danner, Bill Nunn y Robert Prosky en los papeles principales. Larry King y Jay Leno en apariciones especiales.

## Argumento
En el museo de Historia Natural de Madeline, California, Max Brackett, (Dustin Hoffman) un reportero de televisión, se prepara para grabar un programa sobre la institución, acompañado de su entusiasta y joven asistente Laurie Callahan (Mia Kirshner). El reportero pasa por un período de decadencia. A pesar de su experiencia profesional, debe trabajar como freelance para sobrevivir. 
Mientras preparan los detalles técnicos de la grabación, una docena de niños acompañados por su profesora comienzan el recorrido del museo. Un hombre hace su aparición en el museo y se dirige a la directora Banks (Blythe Danner) para pedirle una entrevista y ella se niega a otorgársela. El hombre, Sam Baily, (John Travolta), había sido despedido por ella del museo, donde trabajaba como guardia de seguridad, por reducción de personal. Su vida comenzaba a derrumbarse económicamente y su estado emocional estaba alterado por esta situación. Ante la negativa de la directora a conversar con él, reacciona en forma violenta y ella le ordena abandonar el recinto. Sam Baily hace aparentemente el intento de abandonar el museo pero se vuelve, esta vez esgrimiendo una escopeta que llevaba oculta en un bolso. Retoma la discusión y descuidadamente se le dispara un tiro que hiere a su excompañero de trabajo, Cliff Williams (Bill Nunn) quien estaba entrando al museo. 
Ante la conmoción que provoca la nueva situación, Max Brackett se oculta en una habitación y comienza a observar la escena por el resquicio de la puerta. Al ver el arma, su instinto profesional le indica que debe iniciar un reportaje en vivo. Se comunica por medio de su micrófono inalámbrico con su asistente Laurie, que se encontraba en el transporte móvil, le explica la situación y lo que debe hacer para iniciar el reportaje. Ella sigue sus órdenes y pronto le llega la respuesta del jefe de Brackett, Lou Potts (Robert Prosky) que aprueba el reportaje y ordena la transmisión en vivo de la misma por televisión. 
El grupo de niños, muy asustados, intentan abandonar el museo, pero Sam Baily se lo impide, quedando los niños como rehenes. Max Brackett decide entonces aparecer y se dirige a Baily, explicando quién es y qué hacía allí, comenzando a advertirle que no empeore la situación, que deje ir a los niños y que abandone el arma. Toda la situación comienza a emitirse por televisión y pronto aparece la policía en el sitio, seguido de una nube de reporteros de distintos medios, y curiosos que se agolpan frente al museo. Sam Baily comienza a sentirse acosado y decide cerrar todos los accesos al museo. 
Brackett, al ver cómo comienzan a desarrollarse los hechos, decide usar su ventajosa situación para sacarle partido personal. Instala y pone a funcionar la cámara de televisión que lleva consigo y comienza a entrevistar, a Baily, y le ofrece su interesada ayuda para que el involuntario secuestrador pueda comunicarse con el público a través de la cámara y explique por qué las cosas se desarrollan de manera opuesta a sus intenciones, que solo consistían en recuperar su empleo y poder sostener a su familia. La noticia comienza a extenderse y también una sórdida lucha entre los ejecutivos de los distintos canales de televisión para obtener la exclusividad. Los ejecutivos le proponen compartir la noticia con el presentador estrella Kevin Hollander  (Alan Alda), un antiguo rival de Brackett, pero él quiere sacarle el mayor partido a la situación en su favor y se niega. Comienzan a aparecer oscuras maniobras para forzar la situación, y la presencia del FBI complica más la situación. Brackett comienza entonces a manipular a Bailey para transformar la situación en un melodrama dirigido por él. Frente al museo ya hay ambiente de feria, con vendedores, predicadores, cantantes de protesta y otros, que quieren sacarle algún partido a la situación. Bailey decide que una niña sea liberada y Brackett le aconseja que es mejor que sean dos y le propone que sea una niña afrodescendiente, para apaciguar las protestas por el disparo que había herido al otro guardia, que también era afroamericano. Bailey accede y decide hablar con los niños para explicarles que él también tenía hijos y que no quería hacerles daño. Para confirmar su buena voluntad, abre la dispensadora de golosinas y los niños la vacían. El FBI decide tomar por asalto el museo y en el intento le disparan al grupo de niños, creyendo que Bailey los amenazaba con la escopeta, afortunadamente sin consecuencias. 
La opinión pública comienza a reaccionar, y Bailey es presentado tanto como un héroe como un villano. Brackett sigue manipulando la situación y a Bailey. La situación comienza a desbordarse y a transformarse en un espectáculo que finalmente terminará en tragedia.

## Reparto
| Actor            | Personaje           |
| ---------------- | ------------------- |
| John Travolta    | Sam Baily           |
| Dustin Hoffman   | Max Brackett        |
| Mia Kirshner     | Laurie Callahan     |
| Alan Alda        | Kevin Hollander     |
| Ted Levine       | Jefe Alvin Lemke    |
| Robert Prosky    | Lou Potts           |
| Bill Nunn        | Cliff Williams      |
| Kyla Pratt       | Niño                |
| Lucinda Jenney   | Jenny               |
| William Atherton | Dohlen              |
| Richard Portnow  | Agentev de Brackett |
| Raymond J. Barry | Agente Dobbins      |
| Blythe Danner    | Sra. Banks          |
| Jay Leno         | Él mismo            |